# Scytodes armata
Scytodes armata là một loài nhện trong họ Scytodidae.
Loài này thuộc chi Scytodes. Scytodes armata được miêu tả năm 2001 bởi Antonio D. Brescovit & Rheims.